# LuFisto
Pour les articles homonymes, voir Goulet.
Genevieve Goulet (née le 15 février 1980 à Sorel) plus connue sous le nom de LuFisto est une catcheuse (lutteuse professionnelle) canadienne. Elle travaille dans des fédérations de catch féminin d'Amérique du Nord.
Elle se fait connaitre au Canada pour ses combats de catch hardcore et affronte régulièrement des hommes et est la seule catcheuse à remporter le championnat Iron Man de la Combat Zone Wrestling.
Au cours de sa carrière, elle remporte le championnat du monde de la Women Superstars Uncensored ainsi que le championnat de la Shine Wrestling.

## Jeunesse
Goulet est une fan de catch depuis l'enfance notamment de The Ultimate Warrior. Durant son adolescence, un de ses amis lui prête des cassettes vidéo de catch féminin japonais. C'est en regardant ces cassettes qu'elle décide de devenir catcheuse.

## Carrière de catcheuse

### Débuts (1997-2006)
En 1997, Goulet commence à s'entraîner dans une école de catch à Sorel. Elle est à l'époque une des rares catcheuses de la province de Québec. Elle participe à ses premiers combats sous le nom de Precious Lucy Lucy Fer. Elle est la valet d'un de ses entraineurs. Elle affronte le plus souvent des hommes car il n'y a pas beaucoup de catcheuses au Québec. Durant cette période, elle se fait remarquer pour se combats de catch hardcore.
À la fin des années 1990, elle travaille brièvement à la Lutte International 2000 dirigée par Jacques Rougeau. Elle n'y reste pas car Rougeau ne veut pas qu'elle lutte et il n'a pas les moyens d'organiser beaucoup de spectacles de catch par an. Elle reprend sa carrière et continue à affronter des hommes dans des combats de catch hardcore au Québec.
En 2003, elle part lutter à l'étranger d'abord au Mexique à la Lucha Libre Feminil et au Japon où elle change de nom de ring pour celui de LuFisto,.

### Problèmes avec la Commission athlétique de l'Ontario (2003-2006)
En 2003, LuFisto doit participer à un spectacle de catch en Ontario où elle doit affronter un catcheur. Le promoteur de ce spectacle en informe la Commission athlétique de l'Ontario qui interdit ce match. Cette Commission se base sur une règle interdisant aux catcheurs et catcheuses de se trouver en même temps sur le ring. LuFisto considère au contraire que cette décision est discriminatoire car elle ne peut pas travailler avec ceux qu'elle a choisis et rappelle que le catch est plus un spectacle qu'un sport.
Elle saisit la Commission des droits de l'Homme de l'Ontario car c'est selon elle une violation de ses droits fondamentaux. Elle reçoit le soutien de catcheurs et promoteurs canadiens dans son combat pour déréguler le catch en Ontario. Elle obtient gain de cause en février 2006 quand la Commission athlétique décide non pas d'abroger la règle interdisant les match inter genre mais de déréguler complétement le catch en Ontario.

### Combat Zone Wrestling (2006-2014)
Elle commence à apparaitre à la Combat Zone Wrestling (CZW) le 12 août 2006. Ce jour-là, elle perd un match simple face à Larry Sweeney puis perd un match par équipe opposant les Canadians (LuFisto, Kevin Steen, El Generico et Frankie The Mobster) à The Forefathers: (Justice Pain, Nick Gage et Eddie Kingston) et Blackout: (Ruckus, Sabian, Joker, Robbie Mireno). Au cours de ce match, Steen remet en jeu son titre de champion Iron Man à celui ou celle qui l'élimine et c'est LuFisto qui le fait remportant ce titre. Elle se blesse gravement au dos en janvier 2007 et rend son titre.

### Retraite
Le 27 février 2019, LuFisto annonce sur Facebook qu'elle doit mettre un terme à sa carrière à la suite d'une blessure au genou mal soigné en 2002.

## Vie privée
En février 2018, Goulet annonce qu'on lui a diagnostiqué un cancer du col de l'utérus.

## Palmarès
- Atomic Championship Wrestling (ACW)
  - 1 fois championne poids lourd de la ACW[12]
  - 1 fois championne féminine Rogue[13]
- Association de Lutte Féminine (ALF)
  - 1 fois championne de la ALF[14]
- Combat Zone Wrestling (CZW)
  - 1 fois championne Iron Man de la CZW[15]
- International Wrestling Cartel (IWC)
  - 1 fois championne féminine de l'IWC[16]
- Jersey All Pro Wrestling (JAPW)
  - 1 fois championne féminine de la JAPW (actuelle)[17]
- Lucha Libre Femenil (LLF)
  - 1 fois championne extrême de la LLF[18]
- Lucha Promotora Original Pro-Lucha (POP)
  - 1 fois championne féminine de la POP[19]
- Northern Championship Wrestling (NCW)
  - 2 fois championne internationale des Femmes Fatales de la NCW[20]
- North Shore Pro Wrestling (NSPW)
  - 1 fois championne de la NSPW[21]
- Shine Wrestling
  - 1 fois championne de la Shine[22]
- Women Superstars Uncensored (WSU)
  - 1 fois championne du monde de la WSU[23]
- La Lutte C Vrai
  - 1 fois championne de La Lutte C Vrai

- JCW
  - 1 fois championne par équipe avec Kath Von Goth

## Récompenses des magazines
- Pro Wrestling Illustrated

| Année | 2008 | 2009 | 2010 | 2011 | 2012 | 2013 | 2014 | 2015 | 2016 | 2017 | 2018 | 2019 | 2020 | 2021        | 2022 | 2023 |
| ----- | ---- | ---- | ---- | ---- | ---- | ---- | ---- | ---- | ---- | ---- | ---- | ---- | ---- | ----------- | ---- | ---- |
| Rang  | 45   | 30   | 33   | 19   | 17   | 21   | 5    | 15   | 30   | 14   | 23   | 34   | 35   | Non classée | 46   | 171  |